# Temporada do Clube de Regatas do Flamengo de 2013
O Clube de Regatas do Flamengo em 2013 participou do Campeonato Carioca — conquistando o vice-campeonato —, da Copa do Brasil — campeão, conquistando o seu terceiro título — e do Campeonato Brasileiro — onde ficou na 16.ª colocação.
O clube participaria de um quadrangular amistoso com Vasco da Gama, Paysandu e Remo, mas o clube não chegou a um acordo com os responsáveis pela organização do evento.
Foi disputada uma partida amistosa contra o São Paulo para a estreia do treinador Mano Menezes em Uberlândia. O Flamengo venceu a partida com um gol de Marcelo Moreno.
Foram 69 partidas disputadas, 34 vitórias, 18 empates e 17 derrotas, ou seja, um aproveitamento de 57,9% na temporada. Com 98 gols marcados, 69 gols sofridos e saldo de 29 gols, sendo 36 deles marcados por Hernane, seguido por Elias com 10 gols e Renato Abreu, que deixou o clube em agosto, com sete gols. Outros 17 jogadores fizeram gols na temporada.

## Elenco profissional
Este foi o elenco ao final da temporada:
Legenda
- : Capitão
- : Jogador suspenso
- : Jogador lesionado

## Fatos marcantes

### Transferências
Legenda
- : Jogadores que retornam de empréstimo
- : Jogadores emprestados

Última atualização em 15 de dezembro de 2013.

#### Entradas
| Entradas         |      |                     |               |
| Jogador          | Pos. | Clube anterior      | Ref.          |
| Alex Silva       | Z    | Cruzeiro            | [ 4 ]         |
| Elias            | V    | Sporting            | [ 5 ]         |
| Gabriel          | M    | Bahia               | [ 5 ]         |
| João Paulo       | LE   | Desportivo Brasil   | [ 6 ]         |
| Wallace          | Z    | Corinthians         | [ 7 ]         |
| Carlos Eduardo   | M    | Rubin Kazan         | [ 8 ]         |
| Muralha          | V    | Atlético Goianiense | [ 9 ]         |
| Diego Silva      | V    | XV de Piracicaba    | [ 10 ] [ 11 ] |
| Paulinho         | A    | XV de Piracicaba    | [ 10 ] [ 11 ] |
| Bruninho         | A    | Atlético Sorocaba   | [ 12 ]        |
| Val              | V    | Mogi Mirim          | [ 13 ]        |
| Marcelo Moreno   | A    | Grêmio              | [ 14 ]        |
| Erick Flores     | M    | Boavista-RJ         | [ 15 ]        |
| Everton Silva    | LD   | Boavista-RJ         | [ 15 ]        |
| Gustavo          | Z    | Boavista-RJ         | [ 15 ]        |
| Vinícius Pacheco | M    | Náutico             | [ 16 ]        |
| Thiago Medeiros  | Z    | Audax Rio           | [ 17 ]        |
| Liedson          | A    | Porto               | [ 18 ]        |
| Camacho          | M    | Audax Rio           | [ 19 ]        |
| Marllon          | Z    | Boavista-RJ         | [ 20 ]        |
| André Santos     | LE   | Arsenal             | [ 21 ] [ 22 ] |
| Welinton         | Z    | Alania Vladikavkaz  | [ 23 ]        |
| Chicão           | Z    | Corinthians         | [ 24 ]        |
| Negueba          | A    | São Paulo           | [ 25 ]        |

#### Saídas
| Saídas           |      |                      |               |
| Jogador          | Pos. | Clube de destino     | Ref.          |
| Wellington Bruno | M    | Coimbra              | [ 26 ]        |
| Marcelo Carné    | G    | Tombense             | [ 27 ]        |
| Rômulo           | V    | Boavista-RJ          | [ 27 ]        |
| Gustavo          | Z    | Boavista-RJ          |               |
| Everton Silva    | LD   | Boavista-RJ          |               |
| Erick Flores     | M    | Boavista-RJ          |               |
| Wellington Silva | LD   | Resende              | [ 28 ]        |
| Vinícius Pacheco | M    | Náutico              | [ 29 ]        |
| Lenon            | V    | Macaé                | [ 30 ]        |
| Darío Bottinelli | M    | Coritiba             | [ 31 ]        |
| Vágner Love      | A    | CSKA Moscou          | [ 32 ]        |
| Welinton         | Z    | Alania Vladikavkaz   | [ 33 ]        |
| Arthur Sanches   | Z    | Joinville            | [ 34 ]        |
| Magal            | LE   | Bahia                | [ 35 ]        |
| Liedson          | A    | Porto                | [ 36 ] [ 37 ] |
| Marllon          | Z    | Boavista-RJ          | [ 38 ]        |
| Yago             | LD   | Dinamo București     | [ 39 ]        |
| Muralha          | V    | Atlético Goianiense  | [ 40 ]        |
| João Felipe      | LD   | Oţelul Galaţi        | [ 41 ]        |
| Paulo Sérgio     | A    | Operário Ferroviário | [ 42 ]        |
| Muralha          | V    | Portuguesa           | [ 43 ]        |
| Airton           | V    | Benfica              | [ 44 ]        |
| Douglas Henrique | G    | Democrata GV         | [ 45 ]        |
| Camacho          | M    | Audax Rio            | [ 46 ] [ 47 ] |
| Thiago Medeiros  | Z    | Audax Rio            | [ 48 ]        |
| Yago             | LD   | Boa Esporte          | [ 49 ]        |
| Thiago Medeiros  | Z    | A definir            | [ 17 ]        |
| Maldonado        | V    | Corinthians          | [ 50 ]        |
| Cléber Santana   | M    | Avaí                 | [ 51 ]        |
| Everton Silva    | LD   | A definir            | [ 19 ]        |
| Marllon          | Z    | A definir            | [ 20 ]        |
| Gustavo          | Z    | Ceará                | [ 52 ]        |
| Vinícius Pacheco | M    | América de Natal     | [ 53 ]        |
| Lenon            | V    | Duque de Caxias      | [ 54 ]        |
| Ibson            | V    | Corinthians          | [ 55 ]        |
| Erick Flores     | M    | ABC                  | [ 56 ]        |
| Yago             | LD   | Madureira            | [ 57 ]        |
| Camacho          | M    | Audax Rio            | [ 58 ]        |
| Liedson          | A    | A definir            | [ 59 ]        |
| Thomás           | M    | Siena                | [ 60 ]        |
| Renato Abreu     | M    | Santos               | [ 61 ]        |
| Alex Silva       | Z    | Boa Esporte          | [ 62 ]        |
| Lucas            | A    | Santa Clara          | [ 63 ]        |
| Ramon            | LE   | Corinthians          | [ 64 ]        |
| Renato Santos    | Z    | Vitória              | [ 65 ]        |

### Mortes
- 28 de janeiro – Ary Vidal, ex-treinador de basquetebol do clube em 2009, foi também diretor de basquetebol do Flamengo[66]
- 20 de abril – Nélio, ex-volante que atuou pelo clube entre março de 1950 até julho de 1951 em 24 partidas e marcou apenas um gol, mas foi o quinto futebolista rubro-negro a marcar no Maracanã[67]
- 29 de junho – Marcela, atleta do nado sincronizado pentacampeã brasileira pelo Flamengo que integrou as seleções brasileiras juvenil e júnior de 2005 a 2008[68]
- 1 de novembro – Liminha, o oitavo futebolista que mais jogou pelo Flamengo. Volante, participou de 513 partidas e marcou 29 gols de 1968 a 1975[69][70]
- 8 de novembro – Paulinho, ex-atacante atuou pelo clube de 1951 a 1958 em 142 partidas e marcou 58 gols. Foi campeão estadual em 1954 e 1955[71]

## Treinadores

### Dorival Júnior
Em 16 de março, Dorival Júnior foi demitido. Após uma reunião com o vice-presidente de futebol, Wallim Vasconcellos, sobre a redução de salário de 50% - o treinador só aceitaria a redução de 40% agora e uma nova negociação em julho, quando haveria uma reajuste no seu salário - a demissão foi anunciada em função do impasse. Com o treinador saíram também os auxiliares Lucas Silvestre e Ivan Izzo e o preparador físico Celso de Rezende.
| “ | Há um mês começamos a falar sobre renovação de contrato, conversei com o Wallim. Fui pego de surpresa. Fui até onde pude, tentei alcançar solução com a diretoria. Era um trabalho prazeroso pra mim, mas não chegamos a um consenso, respeito a opção. | ” |

#### Estatísticas
| Temp. | Competição            | Jogos | Vitórias | Empates | Derrotas | Aprov. | Ref |
| ----- | --------------------- | ----- | -------- | ------- | -------- | ------ | --- |
| 2012  | Campeonato Brasileiro | 27    | 8        | 11      | 8        | 43,2%  |     |
| 2013  | Campeonato Carioca    | 10    | 7        | 1       | 2        | 73,3%  |     |
| TOTAL | TOTAL                 | 37    | 15       | 12      | 10       | 51,4%  |     |

### Jorginho
No dia seguinte, 17 de março, o treinador Jorginho foi anunciado oficialmente após uma negociação rápida e ficará até o fim de 2014.
| “ | Muito feliz por retornar à nação rubro-negra e preparado para esse novo desafio. | ” |

Em 6 de junho, após derrota para o Náutico por 1 a 0, foi demitido.
| “ | O Muricy foi mandado embora. Se o Muricy, que é campeão para caramba, foi demitido, por que não pode acontecer comigo? É a coisa mais natural. Não deveria ser, mas quando não acontecem os resultados... | ” |

#### Estatísticas
| Temp. | Competição            | Jogos | Vitórias | Empates | Derrotas | Aprov. | Ref |
| ----- | --------------------- | ----- | -------- | ------- | -------- | ------ | --- |
| 2013  | Campeonato Carioca    | 6     | 3        | 2       | 1        | 61,1%  |     |
| 2013  | Copa do Brasil        | 4     | 4        | 0       | 0        | 100,0% |     |
| 2013  | Campeonato Brasileiro | 4     | 0        | 2       | 2        | 16,7%  |     |
| TOTAL | TOTAL                 | 14    | 7        | 4       | 3        | 59,5%  |     |

### Mano Menezes
Em 14 de junho, Mano Menezes foi anunciado como o nomo treinador da equipe. A diretoria tentava que o contrato se estendesse até o final da temporada de 2015, mas o acordo final prevê a permanência até 31 de dezembro 2014.
Simpático ao projeto apresentado pelo Flamengo desde o início, o treinador receberá um salário com valor no meio-termo entre o que era pago a Jorginho e os 800 mil reais que Dorival Junior ganharia em reajuste ao longo deste ano, previsto em contrato. O montante também é superior ao que ele recebia da CBF para comandar a Seleção Brasileira.
A data da apresentação oficial ainda não foi confirmada, mas terá seu primeiro contato com o elenco 18 de junho, no Ninho do Urubu.
| “ | De Nação para a Nação. Ser técnico do CR Flamengo é meu novo grande trabalho. Um orgulho. | ” |

Em 19 de setembro, após a derrota para o Atlético Paranaense por 4 a 2 de virada, pediu demissão.
| “ | Vamos conversar um pouco diferente. Acabo de ter uma reunião com todos e comuniquei oficialmente que não sou mais técnico do Flamengo. (...) tomei essa decisão difícil e inédita na minha carreira, mas julgo ser a mais correta neste momento para que o Flamengo trilhe outro caminho (...) | ” |

#### Estatísticas
| Temp. | Competição            | Jogos | Vitórias | Empates | Derrotas | Aprov. | Ref |
| ----- | --------------------- | ----- | -------- | ------- | -------- | ------ | --- |
| 2013  | Amistoso              | 1     | 1        | 0       | 0        | 100,0% |     |
| 2013  | Copa do Brasil        | 4     | 3        | 0       | 1        | 75,0%  |     |
| 2013  | Campeonato Brasileiro | 17    | 5        | 6       | 6        | 41,2%  |     |
| TOTAL | TOTAL                 | 22    | 9        | 6       | 7        | 50,0%  |     |

### Jaime de Almeida
Após a saída de Mano Menezes, Jaime de Almeida assumiu interinamente o comando da equipe, sendo efetivado em 25 de setembro.
| “ | É muito bom voltar ao Maracanã agora como técnico. É muito lindo e emocionante. O trabalho está começando. Espero que comigo as coisas andem melhor. Agora é dar sequência naquilo que acreditamos como técnico e no trabalho que já estamos fazendo. Vamos trazer essa torcida sempre com a gente, pois ela é muito importante | ” |

Em 27 de novembro, a equipe conquistou o título da Copa do Brasil e o direito de disputar a Copa Libertadores da América de 2014.
Em 5 de dezembro, a diretoria do Flamengo anunciou a permanência do treinador até dezembro de 2015, quando termina o mandato da atual diretoria do clube.

#### Estatísticas
| Temp. | Competição            | Jogos | Vitórias | Empates | Derrotas | Aprov. | Ref |
| ----- | --------------------- | ----- | -------- | ------- | -------- | ------ | --- |
| 2013  | Copa do Brasil        | 6     | 4        | 2       | 0        | 77,8%  |     |
| 2013  | Campeonato Brasileiro | 17    | 7        | 5       | 5        | 51,0%  |     |
| TOTAL | TOTAL                 | 23    | 11       | 7       | 5        | 58,0%  |     |

## Competições

### Campeonato Brasileiro

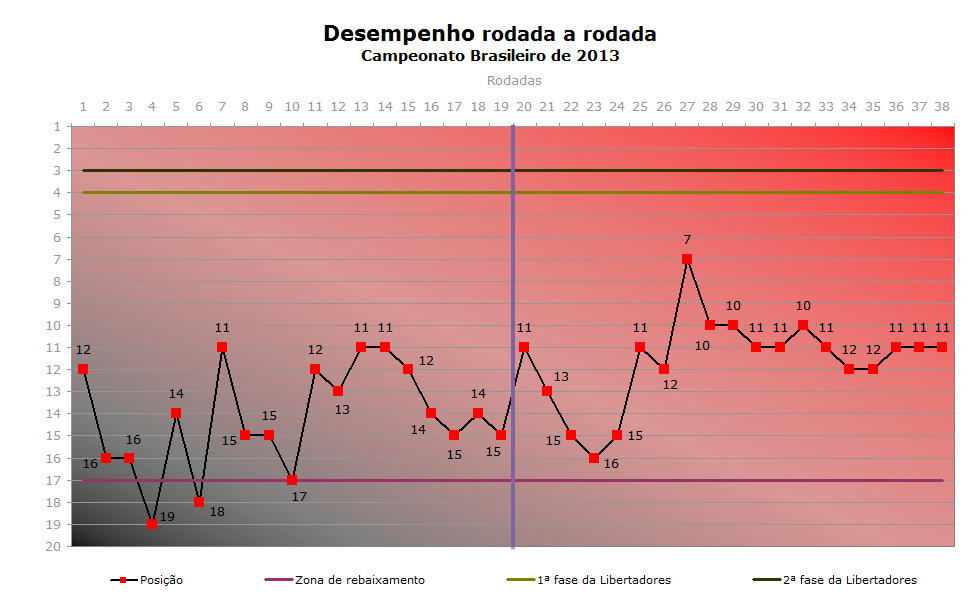
Desempenho rodada a rodada

| Pos    | Time     | Pts    | J  | V  | E  | D  | GP | GC | SG | %    |
| ------ | -------- | ------ | -- | -- | -- | -- | -- | -- | -- | ---- |
| 16[CB] | Flamengo | 45[JI] | 38 | 12 | 13 | 13 | 43 | 46 | -3 | 43,0 |

Última atualização em 26 de dezembro de 2013.
CB. ^ O Flamengo conquistou a vaga na Copa Libertadores ao vencer a Copa do Brasil de 2013
JI. ^ O Flamengo foi punido pelo STJD com a perda de quatro pontos por escalação do jogador André Santos de forma irregular na última partida contra o Cruzeiro
|  | Segunda fase da Copa Libertadores de 2014  |
|  | Primeira fase da Copa Libertadores de 2014 |
|  | Zona intermediária                         |
|  | Zona de rebaixamento à Série B de 2014     |

#### Primeiro turno
| 26 de maio 1.ª rodada | Santos | 0 – 0                     | Flamengo | Brasília                                                                    |  |
| 16:00                 |        | Súmula eletrônica Borderô |          | Estádio: Nacional Público: 63 501 Árbitro: GO Wilton Pereira Sampaio (FIFA) |  |

| 29 de maio 2.ª rodada | Flamengo | 0 – 2                            | Ponte Preta               | Juiz de Fora                                                                 |  |
| 21:00                 |          | Súmula eletrônica Súmula Borderô | William 26' · Cicinho 68' | Estádio: Helenão Público: 9 590 Árbitro: RS Jean Pierre Gonçalves Lima (CBF) |  |

| 1 de junho 3.ª rodada | Atlético Paranaense | 2 – 2                            | Flamengo                              | Joinville                                                                       |  |
| 16:20                 | Éderson 32', 72'    | Súmula eletrônica Súmula Borderô | Marcelo Moreno 78' · Renato Abreu 80' | Estádio: Arena Joinville Público: 8 986 Árbitro: RS Leandro Pedro Vuaden (FIFA) |  |

| 5 de junho 4.ª rodada | Flamengo | 0 – 1             | Náutico     | Florianópolis                                                       |  |
| 22:00                 |          | Súmula eletrônica | Rogério 82' | Estádio: Orlando Scarpelli Árbitro: GO André Luiz de Freitas Castro |  |

| 8 de junho 5.ª rodada | Criciúma | 0 – 3 | Flamengo                       | Criciúma                                                    |  |
| 16:20                 |          |       | Hernane 37' · Gabriel 52', 78' | Estádio: Heriberto Hülse Árbitro: BA Jaílson Macedo Freitas |  |

| 6 de julho 6.ª rodada | Flamengo | 2 - 2 | Coritiba | Brasília          |  |
| 18:30                 |          |       |          | Estádio: Nacional |  |

| 14 de julho 7.ª rodada | Vasco da Gama | 0 - 1 | Flamengo | Brasília          |  |
| 18:30                  |               |       |          | Estádio: Nacional |  |

| 21 de julho 8.ª rodada | Internacional | 1 - 0 | Flamengo | Caxias do Sul                        |  |
| 16:00                  |               |       |          | Estádio: [Estádio F[rancisco Stédile |  |

| 28 de julho 9.ª rodada | Flamengo | 1 - 1 | Botafogo | Rio de Janeiro    |  |
| 18:30                  |          |       |          | Estádio: Maracanã |  |

| 31 de julho 10.ª rodada | Bahia | 3 - 0 | Flamengo | Salvador            |  |
| 22:00                   |       |       |          | Estádio: Fonte Nova |  |

| 4 de agosto 11.ª rodada | Flamengo | 3 - 0 | Atlético Mineiro | Brasília          |  |
| 16:00                   |          |       |                  | Estádio: Nacional |  |

| 7 de agosto 12.ª rodada | Flamengo | 1 - 1 | Portuguesa | Brasília          |  |
| 21:00                   |          |       |            | Estádio: Nacional |  |

| 11 de agosto 13.ª rodada | Fluminense | 2 - 3 | Flamengo | Rio de Janeiro    |  |
| 16:00                    |            |       |          | Estádio: Maracanã |  |

| 14 de agosto 14.ª rodada | Goiás | 1 - 1 | Flamengo | Goiânia                |  |
| A definir                |       |       |          | Estádio: Serra Dourada |  |

| 18 de agosto 15.ª rodada | Flamengo | 0 - 0 | São Paulo | Brasília          |  |
| 16:00                    |          |       |           | Estádio: Nacional |  |

| 25 de agosto 16.ª rodada | Flamengo | 0 - 1 | Grêmio | Brasília          |  |
| 18:30                    |          |       |        | Estádio: Nacional |  |

| 1 de setembro 17.ª rodada | Corinthians | 4 - 0 | Flamengo | São Paulo         |  |
| 16:00                     |             |       |          | Estádio: Pacaembu |  |

| 4 de setembro 18.ª rodada | Flamengo | 2 - 1 | Vitória | Rio de Janeiro    |  |
| A definir                 |          |       |         | Estádio: Maracanã |  |

| 8 de setembro 19.ª rodada | Cruzeiro | 1 - 0 | Flamengo | Belo Horizonte    |  |
| 16:00                     |          |       |          | Estádio: Mineirão |  |

#### Segundo turno
| 12 de Setembro 20.ª rodada | Santos | 2 – 1 | Flamengo | Rio de Janeiro    |  |
| 21:00                      |        |       |          | Estádio: Maracanã |  |

| 15 de Setembro 21.ª rodada | Ponte Preta | 1 – 1 | Flamengo | Campinas                  |  |
| 16:00                      |             |       |          | Estádio: Moisés Lucarelli |  |

| 19 de Setembro 22.ª rodada | Flamengo | 2 – 4 | Atlético Paranaense | Rio de Janeiro    |  |
| 19:30                      |          |       |                     | Estádio: Maracanã |  |

| 22 de Setembro 23.ª rodada | Náutico | 0 – 0 | Flamengo | Recife                    |  |
| 16:00                      |         |       |          | Estádio: Arena Pernambuco |  |

| 29 de Setembro 24.ª rodada | Flamengo | 4 – 1 | Criciúma | Rio de Janeiro    |  |
| 16:00                      |          |       |          | Estádio: Maracanã |  |

| 2 de Outubro 25.ª rodada | Coritiba | 0 - 2 | Flamengo | Coritiba               |  |
| 21:50                    |          |       |          | Estádio: Couto Pereira |  |

| 6 de Outubro 26.ª rodada | Flamengo | 1 - 1 | Vasco da Gama | Brasília          |  |
| 16:00                    |          |       |               | Estádio: Nacional |  |

| 10 de Outubro 27.ª rodada | Flamengo | 2 - 1 | Internacional | Rio de Janeiro    |  |
| 21:00                     |          |       |               | Estádio: Maracanã |  |

| 13 de Outubro 28.ª rodada | Botafogo | 2 - 1 | Flamengo | Rio de Janeiro    |  |
| 18:30                     |          |       |          | Estádio: Maracanã |  |

| 16 de Outubro 29.ª rodada | Flamengo | 2 - 1 | Bahia | Rio de Janeiro    |  |
| 21:50                     |          |       |       | Estádio: Maracanã |  |

| 20 de outubro 30.ª rodada | Atlético Mineiro | 1 - 0 | Flamengo | Belo Horizonte         |  |
| 16:00                     |                  |       |          | Estádio: Independência |  |

| 27 de Outubro 31.ª rodada | Portuguesa | 0 - 0 | Flamengo | Fortaleza         |  |
| 16:00                     |            |       |          | Estádio: Castelão |  |

| 3 de Novembro 32.ª rodada | Flamengo | 1 - 0 | Fluminense | Rio de Janeiro    |  |
| 19:30                     |          |       |            | Estádio: Maracanã |  |

| 9 de Novembro 33.ª rodada | Flamengo | 1 - 1 | Goiás | Rio de Janeiro    |  |
| 21:00                     |          |       |       | Estádio: Maracanã |  |

| 13 de Novembro 34.ª rodada | São Paulo | 2 - 0 | Flamengo | Itu                     |  |
| 21:50                      |           |       |          | Estádio: Novelli Júnior |  |

| 17 de Novembro 35.ª rodada | Grêmio | 2 - 1 | Flamengo | Porto Alegre             |  |
| 19:30                      |        |       |          | Estádio: Arena do Grêmio |  |

| 24 de Novembro 36.ª rodada | Flamengo | 1 - 0 | Corinthians | Rio de Janeiro    |  |
| 17:00                      |          |       |             | Estádio: Maracanã |  |

| 1 de Dezembro 37.ª rodada | Vitória | 4 - 2 | Flamengo | Salvador          |  |
| 17:00                     |         |       |          | Estádio: Barradão |  |

| 8 de Dezembro 38.ª rodada | Flamengo | 1 - 1 | Cruzeiro | Rio de Janeiro    |  |
| 17:00                     |          |       |          | Estádio: Maracanã |  |

### Copa do Brasil

#### Fases iniciais

##### Primeira fase
Chave 1
| 3 de abril Ida | Remo | 0 – 1          | Flamengo    | Belém                                                               |  |
| 22:00          |      | Súmula Borderô | Rafinha 54' | Estádio: Mangueirão Público: 20 493 Árbitro: SP Raphael Claus (CBF) |  |

| 17 de abril Volta | Flamengo              | 3 – 0                            | Remo | Volta Redonda                                                                    |  |
| 21:50             | Hernane 35', 49', 70' | Súmula Eletrônica Súmula Borderô |      | Estádio: Raulino de Oliveira Público: 2 578 Árbitro: MT Wagner Reway (asp. FIFA) |  |

##### Segunda fase
Chave 41
| 1 de maio Ida | Campinense             | 1 – 2                            | Flamengo              | Campina Grande                                                                           |  |
| 21:50         | Jeferson Maranhense 7' | Súmula eletrônica Súmula Borderô | Renato Abreu 27', 59' | Estádio: Amigão Público: 16 580 Árbitro: PA Dewson Fernando Freitas da Silva (asp. FIFA) |  |

| 15 de maio Volta | Flamengo                           | 2 – 1                            | Campinense  | Juiz de Fora                                                               |  |
| 22:00            | Roberto Dias 5' (g.c.) · Elias 77' | Súmula eletrônica Súmula Borderô | Bismarck 6' | Estádio: Helenão Público: 19 286 Árbitro: MG Cleisson Veloso Pereira (CBF) |  |

##### Terceira fase
Chave 61
| 10 de Julho Ida | ASA | 0 – 2                     | Flamengo                       | Arapiraca                                                           |  |
| 21:50           |     | Súmula eletrônica Borderô | Marcelo Moreno 64' · Nixon 72' | Estádio: Fumeirão Público: 3 648 Árbitro: SP Leandro Bizzio Marinho |  |

| 17 de Julho Volta | Flamengo                       | 2 – 1                     | ASA       | Volta Redonda                                                            |  |
| 21:50             | Elias 43' · Marcelo Moreno 80' | Súmula eletrônica Borderô | Osmar 56' | Estádio: Raulino de Oliveira Público: 3 116 Árbitro: RS Anderson Daronco |  |

#### Fases finais

##### Oitavas-de-final
Chave 8
| 21 de Agosto Ida | Cruzeiro | 2 – 1 | Flamengo | Belo Horizonte                    |  |
| 21:50            |          |       |          | Estádio: Mineirão Público: 33 645 |  |

| 28 de Agosto Volta | Flamengo | 1 – 0 | Cruzeiro | Rio de Janeiro                    |  |
| 21:50              |          |       |          | Estádio: Maracanã Público: 47 103 |  |

##### Quartas-de-final
Chave 12
| 25 de Setembro Ida | Botafogo | 1 – 1 | Flamengo | Rio de Janeiro    |  |
| 21:50              |          |       |          | Estádio: Maracanã |  |

| 23 de Outubro Volta | Flamengo | 4 – 0 | Botafogo | Rio de Janeiro                    |  |
| 21:50               |          |       |          | Estádio: Maracanã Público: 50 505 |  |

##### Semi-final
Chave 14
| 30 de Outubro Ida | Goiás | 1 – 2 | Flamengo | Goiânia                                |  |
| 21:50             |       |       |          | Estádio: Serra Dourada Público: 35 112 |  |

| 6 de novembro Volta | Flamengo | 2 – 1 | Goiás | Rio de Janeiro                    |  |
| 21:50               |          |       |       | Estádio: Maracanã Público: 49 421 |  |

##### Final
Chave 15
| 20 de Novembro Ida | Atlético Paranaense | 1 - 1 | Flamengo | Curitiba                                                                                     |  |
| 21:50              |                     |       |          | Estádio: Vila Capanema Público: 15 494 Renda: R$ 780 080,00 Árbitro: Paulo César de Oliveira |  |

| 27 de novembro Volta | Flamengo | 2 – 0 | Atlético Paranaense | Rio de Janeiro                                                  |  |
| 21:50                |          |       |                     | Estádio: Maracanã Público: 57 991 Árbitro: Leandro Pedro Vuaden |  |

#### Premiação
| Copa do Brasil de 2013        |
| Rio de Janeiro                |
| ----------------------------- |
| FLAMENGO Campeão (3.º título) |

### Campeonato Carioca

#### Taça Guanabara
Fase de grupos - Grupo B
| Pos | Time         | PG | J | V | E | D | GP | GS | SG  |
| --- | ------------ | -- | - | - | - | - | -- | -- | --- |
| 1   | Flamengo[TG] | 22 | 8 | 7 | 1 | 0 | 16 | 3  | +13 |

- TG. ^ O Flamengo garantiu a vaga nas semifinais na 7.ª rodada e também, como não poderia ser mais alcançado no número de pontos, a vantagem de jogar por empates na semifinal e, caso avance, na final[82]

| 19 de janeiro 1.ª rodada | Flamengo        | 2 – 0  | Quissamã | Rio de Janeiro                                                          |  |
| 17:00                    | Hernane 4', 84' | Súmula |          | Estádio: Engenhão Público: 9 839 Árbitro: RJ Leonardo de Castro Moreira |  |

| 23 de janeiro 2.ª rodada | Madureira   | 1 – 1  | Flamengo  | Rio de Janeiro                                                                  |  |
| 16:30                    | Rodrigo 52' | Súmula | Ibson 44' | Estádio: Conselheiro Galvão Público: 2 680 Árbitro: RJ Marcelo de Lima Henrique |  |

| 27 de janeiro 3.ª rodada | Flamengo      | 1 – 0  | Volta Redonda | Rio de Janeiro                                                      |  |
| 17:00                    | Hernane 90+2' | Sumúla |               | Estádio: Moça Bonita Público: 3 743 Árbitro: RJ Rodrigo Nunes de Sá |  |

| 31 de janeiro 4.ª rodada | Vasco da Gama              | 2 – 4  | Flamengo                                                   | Rio de Janeiro                                                               |  |
| 19:30                    | Pedro Ken 32' · Dakson 72' | Súmula | Hernane 24' · Nixon 30' · Cléber Santana 48' · Rafinha 64' | Estádio: Engenhão Público: 15 669 Árbitro: RJ Wágner do Nascimento Magalhães |  |

| 3 de fevereiro 5.ª rodada | Flamengo    | 1 – 0  | Nova Iguaçu | Rio de Janeiro                                                 |  |
| 17:00                     | Hernane 68' | Súmula |             | Estádio: Engenhão Público: 8 155 Árbitro: RJ João Ennio Sobral |  |

| 7 de fevereiro 6.ª rodada | Friburguense | 0 – 4  | Flamengo                                           | Nova Friburgo                                                                |  |
| 17:00                     |              | Súmula | Hernane 6', 12' · Rafinha 53' · Cléber Santana 61' | Estádio: Moacyrzão Público: 9 236 Árbitro: RJ Rodrigo Carvalhares de Miranda |  |

| 17 de fevereiro 7.ª rodada | Flamengo   | 1 – 0  | Botafogo | Rio de Janeiro                                                    |  |
| 18:30                      | Hernane 3' | Súmula |          | Estádio: Engenhão Público: 25 359 Árbitro: RJ Rodrigo Nunes de Sá |  |

| 23 de fevereiro 8.ª rodada | Olaria | 0 – 2  | Flamengo              | Volta Redonda                                                                |  |
| 18:30                      |        | Súmula | Renato Abreu 21', 24' | Estádio: Raulino de Oliveira Público: 6 653 Árbitro: RJ Philip Georg Bennett |  |

Semifinal
| 3 de março Semifinal | Flamengo | 0 – 2  | Botafogo                       | Rio de Janeiro                                                       |  |
| 16:00                |          | Súmula | Júlio César 1' · Vitinho 90+3' | Estádio: Engenhão Público: 21 545 Árbitro: RJ Grazianni Maciel Rocha |  |

#### Taça Rio
Fase de grupos - Grupo A
| Pos | Time     | PG | J | V | E | D | GP | GS | SG |
| --- | -------- | -- | - | - | - | - | -- | -- | -- |
| 3   | Flamengo | 11 | 7 | 3 | 2 | 2 | 12 | 9  | +3 |

| 13 de março 1.ª rodada | Flamengo                | 2 – 3  | Resende                           | Rio de Janeiro                                                              |  |
| 22:00                  | Hernane 23' · Elias 30' | Súmula | Robert 49' · Elias 60' · Dudu 68' | Estádio: Engenhão Público: 1 764 Árbitro: RJ Mauricio Machado Coelho Junior |  |

| 23 de março 2.ª rodada | Boavista-RJ | 0 – 0  | Flamengo | Rio de Janeiro                                                |  |
| 18:30                  |             | Súmula |          | Estádio: Engenhão Público: 6 203 Árbitro: RJ Péricles Bassols |  |

| 27 de março 3.ª rodada | Bangu            | 1 – 2  | Flamengo                     | Volta Redonda                                                                          |  |
| 22:00                  | Sérgio Junior 3' | Súmula | Rodolfo 66' · João Paulo 85' | Estádio: Raulino de Oliveira Público: 1 666 Árbitro: RJ Wagner do Nascimento Magalhães |  |

| 31 de março 4.ª rodada | Flamengo    | 1 – 2  | Audax Rio                     | Volta Redonda                                                                      |  |
| 16:00                  | Gabriel 53' | Súmula | André Castro 2' · Hyuri 90+1' | Estádio: Raulino de Oliveira Público: 2 005 Árbitro: RJ Eduardo Cordeiro Guimarães |  |

| 6 de abril 5.ª rodada | Flamengo             | 1 – 1[JUD] | Duque de Caxias  | Rio de Janeiro                                                             |  |
| 16:00                 | Cléber Santana 90+1' | Súmula     | Charles Chad 30' | Estádio: Moça Bonita Público: 929 Árbitro: RJ Pathrice Wallace Correa Maia |  |

JUD. ^ O resultado da partida ficou sub judice, conforme comunicação 067/2013 do TJD/RJ até 3 de maio, quando o relatório final sobre o pedido de inquérito foi publicado e homologou o resultado da partida.
| 14 de abril 6.ª rodada | Flamengo                                 | 3 – 1  | Fluminense       | Volta Redonda                                                                    |  |
| 18:30                  | Hernane 8' · Renato Abreu 44' (pen), 47' | Súmula | Rafael Sóbis 66' | Estádio: Raulino de Oliveira Público: 5 973 Árbitro: RJ Marcelo de Lima Henrique |  |

| 21 de abril 7.ª rodada | Macaé           | 1 – 3  | Flamengo                     | Macaé                                                                |  |
| 16:00                  | Marco Goiano 7' | Súmula | Hernane 47', 61' · Nixon 59' | Estádio: Moacyrzão Público: 2 926 Árbitro: RJ João Batista de Arruda |  |

#### Torneio Super Clássicos
O Torneio Super Clássicos foi disputado entre os quatro grandes clubes do Campeonato e contabilizadas apenas as partidas entre eles durante os dois turnos e excluindo-se as partidas semifinais e finais dos turnos e do Campeonato.
O Flamengo venceu, por antecipação, na sétima rodada da Taça Guanabara, o Torneio ao atingir seis pontos, não podendo mais ser alcançado pelos demais. Porém, a entrega do troféu acontecerá na cerimônia oficial ao final do Campeonato.
Versão final
| Pos | Time          | PG | J | V | E | D | GP | GS | SG |
| --- | ------------- | -- | - | - | - | - | -- | -- | -- |
| 1   | Flamengo      | 9  | 3 | 3 | 0 | 0 | 8  | 3  | +5 |
| 2   | Botafogo      | 4  | 3 | 1 | 1 | 1 | 4  | 2  | +2 |
| 3   | Fluminense    | 2  | 3 | 0 | 2 | 1 | 3  | 5  | -2 |
| 4   | Vasco da Gama | 1  | 3 | 0 | 1 | 2 | 3  | 8  | -5 |

| Torneio Super Clássicos       |
| Rio de Janeiro                |
| ----------------------------- |
| FLAMENGO Campeão (1.º título) |

#### Classificação geral
Para a definição da classificação geral, excluem-se os pontos obtidos nas fases semifinal e final de cada turno. Ao final do campeonato, o campeão e o vice-campeão ocuparão a primeira e segunda colocações independente do número de pontos.
| Pos | Time     | PG | J  | V  | E | D | GP | GS | SG  |
| --- | -------- | -- | -- | -- | - | - | -- | -- | --- |
| 2   | Flamengo | 33 | 15 | 10 | 3 | 2 | 28 | 12 | +14 |

### Amistosos
Entre 13 e 15 de junho, a equipe participaria de um quadrangular amistoso com Vasco da Gama, Paysandu e Remo, com as partidas disputadas no estádio Mangueirão, em Belém, porém não houve acordo com os responsáveis pela organização.
Em 18 de junho, na apresentação do treinador Mano Menezes, a diretoria confirmou a estreia de Mano em um amistoso a ser realizado em 29 de junho contra o São Paulo, no Parque do Sabiá, em Uberlândia.
| 29 de junho | Flamengo | – | São Paulo | Uberlândia               |  |
| 19:00       |          |   |           | Estádio: Parque do Sabiá |  |

## Partidas disputadas
O clube disputou 25 partidas, sendo 10 partidas como mandante, quatro clássico[CLAS] e 11 como visitante, sendo 15 vitórias, cinco empates e cinco derrotas. A equipe marcou 41 gols e sofreu 21, com saldo de 20 gols.
Última atualização em 14 de junho de 2013.
Legenda:      Vitórias —      Empates —      Derrotas —      Clássicos[CLAS]

### Primeira partida
| 19 de janeiro Taça GB - 1.ª rodada | Flamengo        | 2 – 0  | Quissamã | Rio de Janeiro                                                          |  |
| 17:00                              | Hernane 4', 84' | Súmula |          | Estádio: Engenhão Público: 9 839 Árbitro: RJ Leonardo de Castro Moreira |  |

### Última partida
| 8 de junho Brasileirão - 5.ª rodada | Criciúma | 0 – 3 | Flamengo                       | Criciúma                                                    |  |
| 16:20                               |          |       | Hernane 37' · Gabriel 52', 78' | Estádio: Heriberto Hülse Árbitro: BA Jaílson Macedo Freitas |  |

### Próxima partida
| 29 de junho Amistoso | Flamengo | – | São Paulo | Uberlândia               |
|                      |          |   |           | Estádio: Parque do Sabiá |

### Campanha
Essa é a campanha na temporada:
|                    | Mandante | Visitante | Clássicos[LAS] | Total |
| ------------------ | -------- | --------- | -------------- | ----- |
| Jogos              | 10       | 11        | 4              | 25    |
| Vitórias           | 5        | 7         | 3              | 15    |
| Empates            | 1        | 4         | 0              | 5     |
| Derrotas           | 4        | 0         | 1              | 5     |
|                    |          |           |                |       |
| Gols marcados      | 13       | 20        | 8              | 41    |
| Gols sofridos      | 10       | 6         | 5              | 21    |
| Saldo de gols      | 3        | 14        | 3              | 20    |
|                    |          |           |                |       |
| Aproveitamento (%) | 53,3     | 77,8      | 75,0           | 66,7  |

Última atualização em 14 de junho de 2013.

## Artilharia
A artilharia da temporada:
| #           | Futebolista    | Total | Amistoso | Campeonato Carioca | Copa do Brasil | Campeonato Brasileiro |  |
| ----------- | -------------- | ----- | -------- | ------------------ | -------------- | --------------------- |  |
| 01          | Hernane        | 16    | 0        | 12                 | 3              | 1                     |  |
| 02          | Renato Abreu   | 7     | 0        | 4                  | 2              | 1                     |  |
| 03          | Cléber Santana | 3     | 0        | 3                  | 0              | 0                     |  |
|             | Gabriel        | 3     | 0        | 1                  | 0              | 2                     |  |
|             | Rafinha        | 3     | 0        | 2                  | 1              | 0                     |  |
| 06          | Nixon          | 2     | 0        | 2                  | 0              | 0                     |  |
|             | Elias          | 2     | 0        | 1                  | 1              | 0                     |  |
| 08          | Ibson          | 1     | 0        | 1                  | 0              | 0                     |  |
|             | João Paulo     | 1     | 0        | 1                  | 0              | 0                     |  |
|             | Marcelo Moreno | 1     | 0        | 0                  | 0              | 1                     |  |
|             | Rodolfo        | 1     | 0        | 1                  | 0              | 0                     |  |
|             |                |       |          |                    |                |                       |  |
| Gols-contra | Gols-contra    | 1     | 0        | 0                  | 1              | 0                     |  |
| TOTAL       | TOTAL          | 41    | 0        | 28                 | 8              | 5                     |  |

Em itálico os futebolistas que deixaram o clube antes do final da temporada
Última atualização em 14 de junho de 2013.

## Cartões
Os cartões amarelos e vermelhos recebidos durante a temporada:
| #                   | Futebolista         | Expulso | Penalizado com cartão amarelo |
| ------------------- | ------------------- | ------- | ----------------------------- |
| 01                  | Ramon               | 1       | 2                             |
| 02                  | Elias               | 0       | 5                             |
| 03                  | Rodolfo             | 0       | 4                             |
| 04                  | Alex Silva          | 0       | 3                             |
|                     | Cáceres             | 0       | 3                             |
|                     | Renato Abreu        | 0       | 3                             |
| 07                  | Hernane             | 0       | 2                             |
|                     | Ibson               | 0       | 2                             |
|                     | Luiz Antônio        | 0       | 2                             |
|                     | Rafinha             | 0       | 2                             |
|                     | Renato Santos       | 0       | 2                             |
| 12                  | Adryan              | 0       | 1                             |
|                     | Felipe Dias         | 0       | 1                             |
|                     | Gabriel             | 0       | 1                             |
|                     | González            | 0       | 1                             |
|                     | João Paulo          | 0       | 1                             |
|                     | Léo Moura           | 0       | 1                             |
|                     | Thomás              | 0       | 1                             |
| TOTAL               | TOTAL               | 1       | 37                            |
| MÉDIA (19 partidas) | MÉDIA (19 partidas) | 0,1     | 1,9                           |

Em itálico os futebolistas que não atuam mais pelo clube
Última atualização em 12 de maio de 2013.

## Público
| Competição            | Mandante | Visitante | Clássicos[CLAS] | Total    | Partidas[PUB] | Média    |
| --------------------- | -------- | --------- | --------------- | -------- | ------------- | -------- |
| Campeonato Brasileiro | 9 590    | 72 487    |                 | 82 077   | 3             | 27 359,0 |
| Copa do Brasil        | 21 864   | 37 073    |                 | 58 937   | 4             | 14 734,3 |
| Campeonato Carioca    | 26 435   | 29 364    | 68 546          | 124 345  | 16            | 7 771,6  |
| Amistoso              |          |           |                 |          |               |          |
| Total                 | 57 889   | 138 924   | 68 546          | 265 359  | 23            | 11 537,3 |
| Partidas              | 9        | 10        | 4               | 23       |               |          |
| Média                 | 6 432,1  | 13 892,4  | 17 136,5        | 11 537,3 |               |          |

PUB. ^ Partidas com o público divulgados pelos respectivos organizadores. Partida sem informação: FLA x NAU (Brasileiro, 4.ª rodada)
Última atualização em 7 de junho de 2013.

### Maiores públicos
| Nº | Público | Competição               | Etapa         | Data            | Mandante | Placar | Visitante  |
| -- | ------- | ------------------------ | ------------- | --------------- | -------- | ------ | ---------- |
| 1  | 63 501  | Campeonato Brasileiro    | 1.ª rodada    | 26 de maio      | Santos   | 0 – 0  | Flamengo   |
| 2  | 25 359  | Carioca – Taça Guanabara | 7.ª rodada    | 17 de fevereiro | Flamengo | 1 – 0  | Botafogo   |
| 3  | 21 545  | Carioca – Taça Guanabara | Semifinal     | 3 de março      | Flamengo | 0 – 2  | Botafogo   |
| 4  | 20 493  | Copa do Brasil           | Primeira fase | 3 de abril      | Remo     | 0 – 1  | Flamengo   |
| 5  | 19 286  | Copa do Brasil           | Segunda fase  | 15 de maio      | Flamengo | 2 – 1  | Campinense |

### Menores públicos
| Nº | Público | Competição         | Etapa         | Data        | Mandante | Placar | Visitante       |
| -- | ------- | ------------------ | ------------- | ----------- | -------- | ------ | --------------- |
| 1  | 929     | Carioca – Taça Rio | 5.ª rodada    | 6 de abril  | Flamengo | 1 – 1  | Duque de Caxias |
| 2  | 1 666   | Carioca – Taça Rio | 3.ª rodada    | 27 de março | Bangu    | 1 – 2  | Flamengo        |
| 3  | 1 764   | Carioca – Taça Rio | 1.ª rodada    | 13 de março | Flamengo | 2 – 3  | Resende         |
| 4  | 2 005   | Carioca – Taça Rio | 4.ª rodada    | 31 de março | Flamengo | 1 – 2  | Audax Rio       |
| 5  | 2 578   | Copa do Brasil     | Primeira fase | 17 de abril | Flamengo | 3 – 0  | Remo            |

## RankingIFFHS
Posição no Club World Ranking do Federação Internacional de História e Estatísticas do Futebol (IFFHS):
| Mês       | Posição | Pontos | Ref.   |
| --------- | ------- | ------ | ------ |
| Janeiro   | 102     | 125,0  | [ 90 ] |
| Fevereiro | 111     | 118,0  | [ 91 ] |
| Março     |         |        |        |
| Abril     |         |        |        |
| Maio      |         |        |        |
| Junho     |         |        |        |
| Julho     |         |        |        |
| Agosto    |         |        |        |
| Setembro  |         |        |        |
| Outubro   |         |        |        |
| Novembro  |         |        |        |
| Dezembro  |         |        |        |

Última atualização em 5 de junho de 2013.